# Reuzendikbekje
Het reuzendikbekje (Sporophila frontalis) is een zangvogel uit de familie Thraupidae (tangaren). De vogel werd in 1869 geldig beschreven door Jules Verreaux als Callirhynchus frontalis.

## Verspreiding en leefgebied
Deze soort komt voor van oostelijk Paraguay tot zuidoostelijk Brazilië en noordoostelijk Argentinië.